# SN 2007np
SN 2007np – supernowa typu Ia-? odkryta 10 października 2007 roku w galaktyce A015849-0226. W momencie odkrycia miała maksymalną jasność 20,20m.